# Sherine
Sherine (Arabisch: شيرين, geboren op 8 oktober 1980) is een Egyptisch zangeres. Haar volledige naam is Sherine Sayed Mohammed Abdel-Wahab.

## Privé
Sherine werd geboren in Cairo. Haar naam betekent zoet in het Perzisch, en is ook de naam van de koningin van Khusro II. Ze heeft een broer en een zus.
Haar zangtalent werd op negenjarige leeftijd ontdekt door de muziekleraar op school, die haar moeder overtuigde om Sherine te laten zingen voor Selim Sahab, een beroemde dirigent van de opera. Op twaalfjarige leeftijd zong ze in het operakoor. Toen ze 18 werd liet Nasr Mahrous haar via het label Free Music beroemd worden. Samen met Tamer Hosny bracht ze in 2002 een album uit, waarmee ze beroemd werd in de Arabische wereld.
Op 7 april 2018 huwde Sherine met de Egyptische zanger Hossam Habib. Haar twee dochters uit een eerder huwelijk waren daar ook bij aanwezig.

## Film
In 2003 speelde Sherine mee als tegenspeelster van Ahmed Helmy in de film Mido Mashakel (Arabisch: ميدو مشاكل).

## Televisie
In januari 2017 kreeg Sherine een eigen talkshow Sherry's Studio op het Egyptische netwerk dmc TV.

## Discografie
- Free Mix 3 met Tamer Hosny (2002) label: Free Music Art Production
- Garh Tany (Nog een wond) (2003) Label: Free Music Art Production
- Lazem Ayesh (ik moet overleven) (2005) Label: Free Music Art Production
- Batamenak (ik verzeker je) (2008) Label: Rotana
- Habeat (ik werd verliefd) (2009) Label: Rotana
- Esaal Alaya (vraag naar me) (2012) Label: Rotana
- Ana Kiteer (2014) Label: Nogoum Records
- Tareqe (2015)
- Nessay (2018)[4]

- Gemeinsame Normdatei: 1153522322
- International Standard Name Identifier: 0000 0004 2657 0415
- Library of Congress Control Number: n2005047017
- MusicBrainz: 0f1a5afe-2675-48e3-b1bb-907152cc1db8
- Nationale Bibliotheek van Israël: 987007499111505171
- Virtual International Authority File: 36325446